# 中央红军渡过金沙江战斗
中央红军渡过金沙江战斗是指1935年5月1日至9日中央红军二万五千里长征期间，在云南禄劝县皎平渡渡过金沙江的战斗。

## 背景
中央红军“四渡赤水”后，佯攻贵阳。1935年4月22日，中央红军先头部队进入云南富源县，一路歼灭富源、沾益、曲靖、马龙之敌。4月28日，红军中央纵队经马龙县抵达寻甸县鲁口哨、大汤姑村一带回族聚居区。4月29日，中革军委在此发布了《关于我军速渡金沙江在川西建立苏区的指示》：

林、聂、彭、杨、董、李、罗、何、邓、蔡：
　　甲、由于两月来的机动，我野战军已取得西向的有利条件，一般追敌已在我侧后，但敌已集中七十团以上兵力向我追击，在现在地区我已不便进行较大的作战机动，另方面金沙江两岸空虚，中央过去决定野战军转入川西，创立苏维埃根据地的根本方针，现在已有实现的可能了。
　　乙、因此政治局决定我野战军应利用目前有利时机，争取迅速渡过金沙江，转入川西消灭敌人，建立起苏区根据地。据此，我军部署如下：
　　1．行进路线：
　　A、三军团为右纵队分两路：右经河脑村、海〔河〕尾村、甸沙村、万希古〔疑为万希德之误〕江边、核桃菁、上色马；左经寻甸、海头村〔又名清海〕、海获得、狗街、以才得、法相戛、上包土司前进。
　　B、军委纵队及五军团为中央纵队，经鲁口哨、中麦厂〔今名麦厂〕、鲁土村、可郎、乐郎、大石桥〔今名石桥〕、耿家村、老诗戛、石板河、马店前进。
　　C、一军团（缺一个师）经嵩明、岩峰场〔即今岩峰哨〕、核桃树、小新街、萧家村、禄劝、德明村、法基、大小黑山或自乌花出前进。
　　D、一军团另一个师为先头师，于五一到禄劝，以便赶往江边架桥，同时三军团亦须派出先遣团带电台赶往架桥。
　　E、九军团则于相机占领东川后，西行至盐厂〔即盐场〕、盐埧或干盐井渡江。
　　2．渡江点第一地段选在云南境内之白马口及太平地，由一军团先头师架桥。第二地段之鲁车渡、志力渡，由三军团先头团架桥。
　　3．在渡江前一般应采取较急行军远离追敌，使先头能较敌隔三天以上，后卫应较后，隔本队一天至一天半行程；本队期于五月五号达到江边。
　　4．各纵队前进中，遇阻敌应迅速消灭之，城不易攻则绕过之，遇追敌应尽力迟阻，逼紧则以相当兵力击退之。
　　5．各兵团应严格执行此计划之规定，关于路线行程及作战部署之每一步的实施均关渡江大计，应力求协同动作不得违悮。
　　6．万一上述地段渡江不遂，则应迅速转入元谋西北地区，设法渡江。届时野战军主力应控制在武定、元谋之线，准备打击滇敌。
　　丁、关于渡江转入川西的政治意义，应向干部及战士解释（内容另告）〔见1935年4月30日《总政治部关于渡金沙江的政治工作指示》〕，使全军指战员均能够以最高度紧张性与最坚强意志赴之，应克服疲劳与不正确情绪，行军中应争取少数民族，携带充足粮食，注意卫生与收容掉队。
　　　　　　　　　　　　　　　　　　　　　　　　中革军委
　　　　　　　　　　　　　　　　　　　　　　　　四月廿九日

4月30日，毛泽东、周恩来、朱德、张闻天、王稼祥等中央领导人和红军总部、中央书记处、中央军委二局、三局、总卫生部等进驻寻甸县柯渡镇回、汉族杂居的丹桂村（驻地旧址迄今保存完好）。红军在该村清真寺外墙上写下标语“红軍绝對保護回家工農群眾利益”（“回家”即指回民）。中革军委决定分兵三路渡金沙江：
- 红一军团为左路攻占元谋龙街渡。为了迷惑敌人，确保全军抢占金沙江渡口和渡江的胜利，红一军团派出先头部队到距昆明城仅10多公里的大板桥，张贴“打倒云南军阀龙云”、“打到昆明去活捉龙云”等标语口号，形成威逼昆明的态势，迫使第二路军剿匪军总司令龙云急忙收缩滇军、民团进入昆明城内防守，并调中央军薛岳部赶赴昆明郊区驻防。
- 中共中央随中央纵队和红五军团为中路，抢占皎平渡渡江。此处江面约200米宽，江水稍显平静，对岸是四川会理。
- 红三军团为右路急进禄劝县洪门渡。

中央决定组成渡江临时指挥部，总参谋长刘伯承为渡江先遣总司令，陈云为政委，干部团为渡江先遣部队。周恩来亲自向干部团团长陈赓和政委宋任穷交待了抢渡金沙江的具体任务，并让干部团前卫连连长肖应棠汇报情况，周恩来说：“夺取皎平渡关系到全军的安危，只能成功，不能失败。”
为防堵红军渡金沙江北上，龙云电令禄劝、武定、元谋各县县长将境内金沙江渡江船只破坏，以围歼红军在金沙江以南，成为石达开第二。

## 经过
5月2日入夜，刘伯承率领干部团抵达金沙江皎平渡，连长肖应棠率领的前卫连与当地船工张朝寿、张朝连在江里捞起1条木船，并买来土布进行修补后，急切间仍不能使用。这时从江对岸划船过来一条取大烟（“滇土”）的船，是土司金汉利鸦片瘾发了，派船工殷梦之到云南这边找鸦片和接早上派过江去的探子的。前卫连夺取了该船，连夜乘这条船划到江对岸，顺利占领了厘金局、消灭了江防民团，并俘虏了邓锡侯的川康边防军的一个连队大部，控制了对岸的渡口，并在金沙江里捞起被土司金汉利和当地富绅金汉瑶废弃的两条破船，从日用商店买来了33卷布匹撕成布条塞堵船缝。这样一共有四条木船可用。加上在上游过江的红一军团的一个班于5月7日顺江而下划来的2条木船，共有6条木船渡江。
渡江指挥部在禄劝县团街召开大会，颁布了《渡江守则》。
1935年5月3日白天，毛泽东、周恩来、朱德、张闻天、秦邦宪、陈云，政治局候补委员刘少奇、王稼祥、邓发、凯丰，中共中央秘书邓小平等乘老船工殷梦之划的木船从皎平渡渡过金沙江。毛泽东指示渡江指挥部司令刘伯承：“船工帮了我们的大忙，很辛苦，我们应该杀猪宰羊慰劳他们，还应给他们多发工钱。他们都是穷苦人，在中国革命最关键的时候帮助我们，不容易！”刘伯承汇报按照当天的渡江进度，中央红军需要一个月才能渡完。毛泽东指示：“必须做到白天黑夜划船渡江，人歇船不歇，船工轮流摇渡，伙食办好些，红军一天吃两顿饭，船工一天吃六顿饭，顿顿都要有肉，让船工加班加点地渡红军过江。仅凭几条木船和十几名船工是远远不够用的，还必须架设浮桥，一定要抢在敌人追兵赶到之前，把红军渡完。”“还可以在《渡江守则》上增加几条，一定要确保渡江迅速、安全，如果几万人靠几条小船抢渡，人马拥挤，一不小心，木船翻沉了，红军战士损失了，渡河时间就延长了。我们要做到不死一人一马。”毛泽东、周恩来等在江北岸的一个岩洞内住宿办公。毛泽东在此住了三昼夜，直至5月7日红一军团赶到皎平渡开始渡江，毛泽东才离开江边北上。
渡江指挥部在江边燃起一盏汽灯，又把搭浮桥的木料浇上汽油，立起来点燃，江面照的通明。渡江共有6条船，其中大船2条，每条乘坐60人，还在船边带上6头骡子游水过江；二叶子船4条，每条乘坐40人；后来还有1条渔船。每条船上都编了号，红军按编号有序上船渡江。红军在船工张朝寿帮助下，在金沙江皎平渡两岸找到一些船工，总计37人，编成6人一组、3人一班，分配到每条船上为红军划船，每班划10次后轮换另一班人上船，人歇船不歇，昼夜不停地划船送红军过江。为了保持船工体力，红军杀猪煮大锅肉给船工吃，每人每天拿5元大洋，外加4两烟叶的报酬。最后一位在世的船工张朝满（当年23岁，家中兄弟、堂兄弟六人都在金土司家当船工）回忆：“红军自己没得吃，但让我们吃肉，划船的时候手臂划肿了，腿也站疼了，但总感觉身上有使不完的劲儿。”“一天锅里的肉中没有了肥肉，我们说今天的肉怎么都变成了瘦肉？戴着眼镜的首长（刘伯承）对我们说：老乡，天上有龙肉，这是地上的驴肉啊！红军还在金利尧家的马店外支了3口大锅，两口煮稀饭、一口烧开水给6条船上每班轮换下来休息的船工吃、喝。”“岸边挤满了人，他们有序排着队，虽然衣服破旧，但却是整整齐齐的。为了抢渡，部队过江做了精心组织，每条船都编了号，并指派了船长，上船时，部队排成一路纵队，上船后，战士们对号入座。”“红军纪律非常严明，渡江指挥部规定，多一人不行，少一人也不行。”几条船虽然用布条堵漏，但每摆渡一个来回，都要将船中进的水倒入江中，才能重新使用。渡江指挥部政委陈云在渡江组织管理方面发挥了巨大的作用。各支部队未到江边前，就被告知渡江纪律：队伍开到江边时必须停止，不许走近渡船。每条船都编有号码，规定其所能载人数及担数，并标明坐位次序。按照船只能渡多少人，就让多少人到渡口沙滩上，登上预先指定好的那条船。部队只能排成一路纵队上船，不许几个人同时上船，杜绝了“争先恐后”的现象。每船都有一名船上司令员，即使军团长、师长上船之后也得服从这位司令员的管理。那些驮载大件行李的骡马，将其都赶到江里，人坐在船尾牵着牲畜过江。
皎平渡江深水急，用竹筏搭建浮桥失败。但渡江工作得到有力组织后，“每日夜能渡1万人，军委纵队5日可渡完。”
右路军红三军团，由寻甸县鸡街经九龙，进入木克村宿营，后过普渡河、撒营盘、马鹿塘、大松树到达禄劝县金沙江洪门渡。但因水流太急，架设浮桥未成功。红军在当地群众的帮助下找到一条木船，因山高江谷深，红军在禄劝当地船工刘国周、刘国顺、刘国发、刘国太、刘应忠、刘太泉、刘太福、罗志荣的帮助下，歇人不歇船，几天时间仅渡过前卫红十三团。5月5日，红三军团接中革军委电令逆江而上赶往皎平渡，在船工们的帮助下于5月6日渡过了金沙江。
左路军红一军团于5月3日攻入元谋县城后，直奔离县城30公里的龙街渡口。先头红一师到达龙街渡时，渡船已被敌人全毁，红军无法渡江。红军逆江而上两公里多到石花滩架设浮桥，浮桥架设一半时被敌机投弹炸毁。5月5日，毛席、朱电令一军团“务必不顾疲劳，于7日兼程赶到皎平渡，8日黄昏前渡江完毕，否则有被隔断的危险”。红一军团大部队顺江岸行至皎平渡，在船工们的帮助下于7日、8日渡过了金沙江。已渡过金沙江到北岸的一个班共12名红军战士，在上游鲁车渡傣族船工李有才、康坤的帮助下，找到两条木船，一起将顺江岸而下的红一军团野战医院院长戴济民率领的一批伤病员接到了金沙江北岸。之后，在两名船工和4名红军战士将这两条船顺江划至皎平渡途中，一条船被急流冲到礁石边搁浅，两名战士下船推船，船走了，可这两名战士被滞留在礁石上，船工将船划靠岸后，找到船工姚万成兄弟俩一起冒着生命危险，将红军战士营救上船，继续顺江而下到了皎平渡，成为皎平渡红军抢渡金沙江的六条木船中的两条。
5月6日，向皎平渡急追的国民革命军吴奇伟先头部队一个师在禄劝县石板河遭到殿后的红五军团顽强阻击，止步不前；5月7日，追敌一万多人蜂拥而来。5月9日，在禄劝石板河担任阻击任务的红五军团完成掩护主力过江的任务后，也从皎平渡渡过了金沙江。
1935年5月3日至9日，经过7天7夜往返船渡，在皎平渡当地37名船工的帮助下，使用6只小木船和1条渔船，成功地将红军3万人马渡过了金沙江。中央红军全部渡过金沙江后，将6条船全部炸毁。薛岳率吴奇伟纵队、周浑元纵队等一路追赶，赶到金沙江边时，沿江空空荡荡，派出搜索队，只捡回来红军扔掉的穿破了的草鞋。在会理红五军团政治部‘猛进文工团’演出话剧《一只破草鞋》，表现了敌人追击千里，被拖得丢盔弃甲，得到的只有红军丢下的一只破草鞋的桥段。

## 影响
皎平渡是中央红军长征中的一个重要转折地，摆脱了自江西中央苏区长征以来几十万敌军围追堵截，取得了战略转移中具有决定意义的胜利。毛泽东在《长征》诗中“金沙水拍云崖暖”的诗句写的正是这一段征程。
在离渡口不远的江岸边，有一个红军长征渡江纪念馆，纪念馆于1994年正式落成。馆内陈列着《中国工农红军长征过禄劝展览》、抢渡皎平渡时的相关资料、红军用过的物品。
位于皎平渡渡口下流30公里处的乌东德水电站，计划2019年储水，皎平渡将成为库区。
20世纪70年代云南省红军长征过云南文物史料征集办公室的调查实录，当年为中央红军在皎平渡划船抢渡金沙江的当地船工分别是云南省禄劝县籍的张朝寿、张朝满、张朝福、张朝禄、张朝经、张朝连、张朝珍、张朝元、张兴贵、张忠印、杨走有、杨朝兴、殷孟芝、小王友、丁吉安、李有才、康坤、钟应福、姚国元、杨麻子、李如成、陈月清、李正芳，共23名船工；四川省会理县籍的张朝发、李明禄、周德安、周启龙、田兴举、田兴科、向正发、向正家、向二糖匠（夏二糖匠）、向志富、罗兴武、罗兴全、姚万成、严再洪，共14名船工。并对这37名滇川籍船工的姓名、性别、民族、家庭出身、出生年月、籍贯、健与亡情况，分别做了实录。皎平渡现场建有“共和国不会忘记”碑，上面列出了当年为红军摆渡的37名船工的姓名。当年船工们中的3位（张朝满、李正芳、陈月清）留下了照片传世。